# Anatabin
Anatabin ist ein heterocyclische chemische Verbindung aus der Gruppe der Tabakalkaloide, genauer der Tabaknebenalkaloide. Sie ist aufgebaut aus einem Pyridin- und einem Tetrahydropyridinring.

## Vorkommen

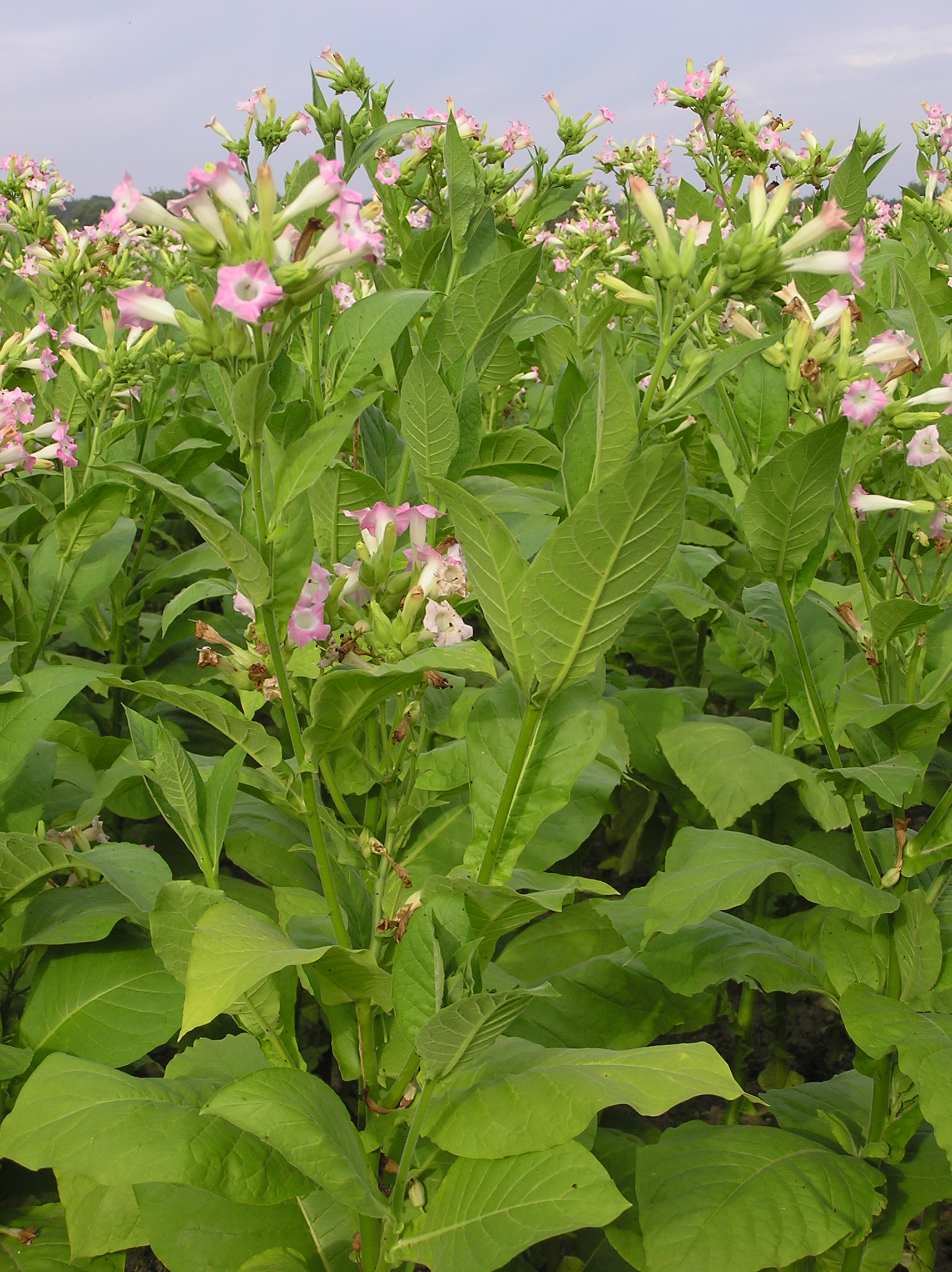
Feld mit Tabakpflanzen

Anatabin ist ein Naturstoff der unter anderem in Tabakpflanzen gebildet wird. Die Konzentration von Anatabin ist stark von der untersuchten Tabakart abhängig, ist meist jedoch höher als die der Nebenalkaloide Anabasin, 2,3′-Bipyridin, Myosmin und Nicotyrin.

## Eigenschaften
Anatabin ist eine farblose bis gelbliche Flüssigkeit. Es handelt sich um eine chirale Verbindung mit einem Siedepunkt von 145 bis 146 °C bei 13,3 hPa. Biosynthetisch wird nur das (S)-Enantiomer des Anatabins gebildet. Das (R)-Enantiomer ist nur auf synthetischem Wege zugänglich.

## Reaktionen
Durch Reduktion kann aus Anatabin ein weiteres Tabaknebenalkaloid, das Anabasin, hergestellt werden. Dies kann beispielsweise mit molekularem Wasserstoff am Palladium-Aktivkohle-Katalysator geschehen.